# Empresa de Telecomunicaciones de Cuba
La Empresa de Telecomunicaciones de Cuba S.A., también conocida por su acrónimo ETECSA, es la empresa estatal cubana que provee servicios de telefonía y comunicaciones en Cuba.

## Historia
Antes del surgimiento de ETECSA existían 14 empresas integrales de comunicaciones en la isla que abarcaban las especialidades de telefonía, radio, correos y prensa, además de otras entidades nacionales especializadas. En esta categoría se hallaban las empresas de Proyectos, Construcción y Montaje, Cable Coaxial, EMTELCUBA y Larga Distancia.
En 1993 se autorizó su constitución como entidad estatal y mercantil. Oficialmente Fue creada el 28 de junio de 1994 como una empresa comercial con capital mixto entre el Estado cubano a través de la sociedad Telefónica Antillana S.A. (51 %) y la empresa mexicana CITEL (49 %). y en 1994 se le otorgó la concesión administrativa para la prestación y comercialización de los servicios públicos de telecomunicaciones.
El proceso de fusión se extendió desde inicios de 1994 hasta febrero de 1995, cuando ETECSA realizó la contratación de todos sus trabajadores.
En abril de 1995 CITEL vendió el 25 % de sus acciones a la italiana STET, la cual posteriormente compró más acciones de la empresa mexicana. Posteriormente las restantes acciones de CITEL fueron vendidas a otras empresas cubanas.
Desde ese momento la institución ha atravesado períodos de cambios tecnológicos, de estructura, de sistemas gerenciales, de orientación estratégica y de desarrollo de nuevos servicios.
El 16 de diciembre del 2003, mediante el Acuerdo 4996 del Comité Ejecutivo del Consejo de Ministros y el Decreto 275, se amplió la concesión de ETECSA como operador unificado de telecomunicaciones en el país, la fusión de las empresas de telefonía móvil Cubacel y C_COM Sus servicios los cuales pasarían a formar parte de ETECSA. En el mismo decreto ley se expresa lo siguiente:
" (...) La fusión tiene como propósito fundamental, integrar en una sola Empresa Mixta, todas las actividades relacionadas con la telefonía fija y celular, así como de otros servicios de telecomunicaciones en el país, para asegurar el proceso de investigación,inversión, producción,prestación de servicios y su comercialización en Cuba y en el exterior, incluyendo la compra en el mercado externo de la asistencia técnica e insumos para la producción y servicios, así como otras actividades que garanticen el normal funcionamiento del sistema y aportar a la economía nacional divisas libremente convertibles.."
Desde su fundación la empresa ha ganado en eficiencia y compromiso con sus usuarios. Sus prestaciones se han diversificado y la calidad de los parámetros tecnológicos se ha elevado, logrando incrementar la cantidad de líneas instaladas y en servicio, el índice de digitalización y el respaldo al desarrollo socioeconómico del país.
También, a partir de una mejor organización del trabajo y de las múltiples acciones de capacitación que se llevan a cabo, sus recursos humanos han desarrollado una superior gestión.
El 4 de febrero de 2011 la Gaceta Oficial de la República de Cuba anunció que Cuba había adquirido el 100 % de las acciones de la empresa, la cual pasaba a controlar por primera en su totalidad desde 1993. Las acciones quedaron distribuidas de la siguiente forma:
- Telefónica Antillana SA: Posee la titularidad de 6 188 acciones de la clase A, equivalente al 51,006 % del capital social.
- Rafin SA: Posee la titularidad de 3 276 acciones de la clase B, equivalente al 27,003 % del capital social.
- Universal Trade & Management corporation SA: Posee la titularidad de 1 345 acciones de la clase B, equivalente al 11,086 % del capital social.
- Banco Internacional de Comercio SA: Posee la titularidad de 112 acciones de la clase B, equivalente al 0,923 % del capital social.
- Negocios en Telecomunicaciones SA: Posee la titularidad de 464 acciones de la clase B, equivalente al 3,825 % del capital social.

## Servicios
Entre los servicios prestados por ETECSA incluyen servicios de telefónico básico (telefonía fija), telefonía fija alternativa(TFA), internet, transmisión de datos, fibra óptica, pago electrónico a través de su plataforma Transfermovil y comunicación inalámbrica. La compañía proporciona servicios para el sector público,empresarial,estatal, así como a los millones de turistas y vacasionistas que viajan hacia República de Cuba.
Desde el 4 de junio de 2013, los cubanos residentes en la isla se les permitió las facilidades para el acceso público a Internet bajo el servicio Nauta en 118 centros en todo el país desde salas de navegación y parques públicos.Este servicio tuvo gran impacto en la población ya que el cual hasta ese momento solo se ofertaba en balearios,hoteles y centros turísticos. Juventud Rebelde, diario oficial de la Unión de Jóvenes Comunistas (UJC), anunció que nuevos servicios de acceso a Internet pasarían a estar disponibles gradualmente en otros espacios públicos tanto centros culturales como en bibliotecas y museos. El costo del acceso a Internet es de 12.50 CUP por 1 hora en las áreas públicas con conexión WiFi y en las salas de navegación, para el acceso a los sitios alojados en servidores cubanos, en el caso de las cuentas asociadas al servicio Nauta Hogar el valor es de 12.50 CUP por hora, el objetivo es acercar cada vez más los servicios de Internet a todas las personas, pues recientemente, sobre todo durante la pandemia del coronavirus, donde se han realizado diversas bonificaciones y promociones a los usuarios.
Se puede acceder a Internet a través de zonas wi-fi y salas de navegación, con el servicio de Nauta Hogar, y recientemente a través de la red celular 3G y 4G.

## Estructura de su red comercial
El actual canal de ventas de ETECSA, a través del cual la empresa vende y comercializa los productos, accesorios y servicios de telecomunicaciones, comprende la red de Telepuntos, Minipuntos, Centros Multiservicios y Oficinas Comerciales, dentro de las que también pueden coexistir puntos de venta.
- Oficina Comercial.
- Centro Multiservicios de Telecomunicaciones.
- Telepunto.
- Minipunto.
- Taller de reparaciones.

### Oficina Comercial
La Oficina Comercial es el primer y más importante punto de contacto de ETECSA con los usuarios en todo el territorio cubano. En ella se realiza la comercialización de los servicios y productos de la empresa, los trámites relativos al servicio telefónico y sus relaciones contractuales y la atención integral al usuario y a la población en general.
Se ubican en lugares céntricos y próximos a las comunidades que atiende, para facilitar el acceso a las personas.
Servicios que brinda:
- Contratación de servicios telefónicos básicos, RDSI, telegráficos y líneas especiales.
- Contratación de servicios suplementarios, de valor añadido y especiales.
- Recepción y trámite de solicitudes de servicios.
- Cobro de la factura de servicios.
- Atención a quejas y sugerencias.
- Consultas e informaciones comerciales.
- Comercialización de productos y accesorios de telecomunicaciones.  (*)
- Venta de tarjetas telefónicas prepagadas.
- Otros servicios de atención directa, por ejemplo la recarga de tarjetas telefónicas prepagadas.

(*) Estos servicios no están disponibles en todas las Oficinas Comerciales del país.
En estas Oficinas Comerciales también se pueden realizar los más disímiles trámites comerciales relativos al servicio telefónico, tales como:
- Cambio de nombre del titular.
- Cambio de número telefónico.
- Cambio de lugar de equipos.
- Cambio de montaje.
- Cambio de profesión.
- Traslado del servicio a otra dirección.
- Desconexión especial y conexión.
- Reconexión.
- Reinstalación.
- Instalación de extensiones.
- Pase a privado.
- Solicitud de servicios suplementarios.
- Solicitud de la salida internacional (Tarifa Mixta).
- Solicitud del servicio de identificador de llamadas.
- Inserción en el Directorio Telefónico.
- Estado de la cuenta y créditos

Para hacer más fácil los trámites desde la comodidad de los hogares, se puede llamar al 112, servicio de gestión comercial, que ofrece a los usuarios residenciales de ETECSA la posibilidad de realizar solicitudes y trámites comerciales relacionadas con el servicio telefónico, que no requieran de la presencia física en la oficina comercial. Además, permite conocer el importe de la factura y plantear quejas u opiniones sobre las ofertas.
El 112 ofrece una asistencia diaria y gratuita que se brinda de 8:30 a. m. a 8:00 p. m. en todas las provincias cubanas, excepto en el municipio especial Isla de la Juventud.

### Centro Multiservicios de Telecomunicaciones
El Centro Multiservicios de Telecomunicaciones constituye una forma de presentación de ETECSA en el mercado para ofrecer servicios públicos de telecomunicaciones. Es una categoría de centro de atención directa con una identidad propia.
Se ubican, fundamentalmente, en zonas de alta concentración de población fija y flotante.
Servicios que brinda:
- Venta de productos y accesorios de telecomunicaciones.
- Venta de tarjetas telefónicas prepagadas.
- Venta de tarjetas prepagadas de acceso a Internet.  (*)
- Contratación del servicio de identificador de llamadas.
- Acceso a Internet.  (*)
- Llamadas nacionales e internacionales.
- Audioconferencia.  (*)
- Cobro rápido de la factura telefónica.
- Telefonía para sordos e hipoacúsicos.  (*)
- Transmisión y recepción de fax
- Fotocopia e impresión de documentos.  (*)
- Comercialización de servicios de telefonía móvil.  (*)

(*) Estos servicios no están disponibles en todos los Centros multiservicios de telecomunicaciones del país.

### Telepunto
El telepunto resulta el sitio de presencia de ETECSA de mayor relevancia en el mercado. Es un centro multiservicios de telecomunicaciones que ofrece toda la gama de productos y servicios de la empresa, con una imagen de excelencia.
Se ubica en áreas de alta concentración de población fija y flotante en las capitales provinciales, preferentemente en zonas históricas y comerciales de las ciudades y, excepcionalmente, en lugares seleccionados por su importancia.
Servicios que brinda:
- Venta de productos y accesorios de telecomunicaciones.
- Venta de tarjetas telefónicas prepagadas y recarga de tarjetas Propia.
- Venta de tarjetas prepagadas de acceso a Internet.  (*)
- Contratación del servicio de identificador de llamadas.
- Acceso a Internet.  (*)
- Cabinas telefónicas públicas para llamadas nacionales e internacionales.
- Videoconferencia y audio-conferencia.
- Cobro rápido de la factura telefónica
- Telefonía para sordos e hipoacúsicos.
- Transmisión y recepción de fax.
- Fotocopia e impresión de documentos.  (*)
- Comercialización de servicios de telefonía móvil.

(*) Estos servicios no están disponibles en todos los Telepuntos del país.

### Minipunto
Los Minipuntos son centros de ETECSA ubicados en diferentes lugares de las ciudades para servicios públicos de telecomunicaciones.
Existen dos modalidades de infraestructura: los conocidos Caddy Phone y los Minipuntos que son una categoría de centro de Atención Directa a Clientes con una identidad propia, y por el área que ocupan no constituyen ni Telepunto, ni Centro Multiservicios de Telecomunicaciones.
Los Minipuntos están distribuidos por toda Cuba en zonas de alta concentración de población fija y flotante.
Servicios que brinda:
- Cabinas telefónicas públicas para llamadas nacionales e internacionales.
- Venta de tarjetas telefónicas prepagadas.
- Venta de tarjetas prepagadas de acceso a Internet.  (*)
- Acceso a Internet.  (*)
- Cobro rápido de la factura telefónica.
- Transmisión y recepción de fax.  (*)
- Venta de productos y accesorios de telecomunicaciones.  (*)
- Telefonía para sordos e hipoacúsicos.  (*)

(*) Estos servicios sólo están en Minipuntos seleccionados en función de su microlocalización.

### Taller de reparaciones
Es una modalidad de atención directa a los clientes para brindarles el servicio postventa de reparación de equipos terminales de telefonía fija y móvil comercializados por ETECSA que no tengan vencidos el tiempo de garantía, así como los equipos propios de la empresa. También se realizan reparaciones menores fuera del período de garantía.
Para más información acerca de las tarifas, las promociones y otros temas de interés, dirigirse al sitio www.etecsa.cu las referencias son tomadas del sitio Ecured

## Controversias
El 25 de septiembre de 2006, se anunció que el presidente de la compañía José Antonio Fernández, y el viceministro de Comunicaciones Nelson Ferrer, habían sido despedidos por el nuevo ministro Ramiro Valdés por negligencia en el control de la empresa.[cita requerida]
En marzo de 2020, durante la pandemia del coronavirus; la empresa exhortó a los cubanos hacer uso “razonable” de los datos móviles para evitar un colapso en la red de Internet de la Isla, lo que causó gran indignación dentro de una población que ya de por sí estaba obligada a pagar sus altos precios por el servicio, sin tener otra opción dentro de Cuba.
ETECSA ha estado en el centro de diversas controversias, destacándose por interrumpir el acceso a internet durante eventos de protesta en Cuba. En particular, se señaló su participación en la desconexión de internet durante 3 días en las protestas del 11 de julio de 2021, así como en las manifestaciones en Nuevitas del 18 y 19 de agosto de 2022.
Además, ETECSA ha sido objeto de críticas por censurar páginas web que expresan opiniones contrarias al gobierno cubano. Esta práctica de limitar el acceso a sitios críticos ha suscitado preocupaciones sobre la libertad de expresión y el flujo de información en el país.
Otra controversia relacionada con ETECSA es la calidad de su servicio. El internet en Cuba es lento y caro, y los cortes de servicio son frecuentes. Esto ha sido motivo de quejas por parte de los usuarios, que consideran que ETECSA no está proporcionando un servicio de calidad adecuado.
Estas controversias han generado debates tanto a nivel nacional como internacional, enfocándose en la relación entre ETECSA, el gobierno y las implicaciones para los derechos digitales de la población cubana.